# Gneu Tremel·li (tribú)
Gneu Tremel·li (en llatí Cnaeus Tremellius) va ser un magistrat romà del segle ii aC.
Va ser elegit tribú de la plebs l'any 160 aC i el van condemnar a pagar una multa per haver insultat al pontífex màxim Marc Emili Lèpid.